# Grallina
Grallina – rodzaj ptaków z rodziny monarek (Monarchidae).

## Zasięg występowania
Rodzaj obejmuje gatunki występujące w Australii, na Nowej Gwinei oraz wyspie Timor.

## Morfologia
Długość ciała 20–30 cm; masa ciała samic 38–94,5 g, samców 40–118 g.

## Systematyka
Rodzaj po raz pierwszy zdefiniował w 1812 roku niemiecki zoolog Nicolaus Michael Oppel, lecz nazwa ta okazała się młodszym homonimem rodzaju muchówek, który opisał w 1803 roku niemiecki entomolog Johann Wilhelm Meigen. Następną dostępną nazwą była nazwa Grallina, którą zdefiniował w 1816 roku francuski ornitolog Louis Jean Pierre Vieillot w publikacji swojego autorstwa Analyse d’une nouvelle ornithologie élémentaire. Jako gatunek typowy Vieillot wyznaczył gralinę srokatą (G. cyanoleuca).

### Etymologia
- Tanypus: gr. τανυπους tanupous, τανυποδος tanupodos „długonogi, szybkonogi”, od τανυ- tanu- „długi”, od τεινω teinō „rozciągać”; πους pous, ποδος podos „stopa”[10]. Typ nomenklatoryczny: Tanypus australis Oppel, 1812 (= Corvus cyanoleucus Latham, 1801).
- Grallina (Gallina): nowołac. grallinus „ze szczudłami”, od grallae „szczudła”, od przestarzałego gradula „mały krok”, od gradus „krok”; przyrostek zdrabniający -ula[11].
- Colobathris (Colobatris): gr. κωλοβαθριστης kōlobathristēs „szczudlarz”, od κωλοβαθρον kōlobathron „szczudło”[12].
- Grallipes: łac. grallae „szczudła”, od przestarzałego gradula „mały krok”, od gradus „krok”; przyrostek zdrabniający -ula; pes, pedis „stopa”, od πους pous, ποδος podos „stopa”[13].
- Pomareopsis: rodzaj Pomarea Bonaparte, 1854 (pacyficzka); gr. οψις opsis „wygląd”[14]. Typ nomenklatoryczny: Pomareopsis semiatra Oustalet, 1880 (= Grallina bruijni Salvadori, 1876).

### Podział systematyczny
Do rodzaju należą następujące gatunki:
- Grallina cyanoleuca (Latham, 1801) – gralina srokata
- Grallina bruijnii Salvadori, 1876 – gralina potokowa